# Производство фильмов «Мстители: Война бесконечности» и «Мстители: Финал»
«Мсти́тели: Война́ бесконе́чности» и «Мсти́тели: Фина́л» — художественные фильмы, основанные на комиксах Marvel о приключениях команды супергероев Мстителей. Продолжения кинокомиксов «Мстители» и «Мстители: Эра Альтрона», 19-я и 22-я по счёту картины медиафраншизы «Кинематографическая вселенная Marvel» (КВM) и седьмая и десятая в Третьей фазе. Режиссёрами выступили Энтони и Джо Руссо, сценаристами — Кристофер Маркус и Стивен Макфили. В актёрский состав вошли актёры предыдущих фильмов КВM. Главные роли сыграли Роберт Дауни мл., Крис Хемсворт, Марк Руффало, Крис Эванс, Скарлетт Йоханссон, Дон Чидл, Карен Гиллан, Брэдли Купер, Гвинет Пэлтроу и Джош Бролин. В «Войне бесконечности» Мстители и Стражи Галактики проигрывают Таносу. Он собирает шесть Камней Бесконечности и с их помощью уничтожает половину Вселенной. В «Финале» Мстители и их выжившие союзники пытаются обратить действия Таноса вспять.
Работа над «Войной бесконечности» и «Финалом» началась во время создания первых фильмов студии Marvel, в которых впервые были представлены Камни Бесконечности и Танос. В июне 2013 года Дауни мл. (Тони Старк / Железный человек) подписал контракт на своё участие. В мае следующего года Бролин был утверждён на роль Таноса. В последующие годы большинство актёров подтвердило своё участие. В октябре того же года фильмы были анонсированы под названиями «Мстители: Война бесконечности. Часть 1» и «Часть 2». Братья Руссо и дуэт Маркуса и Макфили присоединились к проекту в начале 2015 года. В июле 2016 года Marvel переименовала фильмы: первая часть стала называться «Мстители: Война бесконечности», а название второй части, «Мстители: Финал», было раскрыто в декабре 2018 года. Обе кинокартины были переименованы, чтобы в каждой из них рассказывалась своя история. Фильмы были задуманы как завершение сюжетной линии под названием «Сага Бесконечности», которая разворачивалась во всех фильмах КВM на тот момент, включая завершение арок персонажей Старка и Стива Роджерса / Капитана Америка (Эванс).
Оба фильма снимались параллельно в павильонах студии Pinewood в Атланте. Съёмки «Войны бесконечности» шли с января по июль 2017 года. Досъёмки проводились в Шотландии, центре Атланты и Нью-Йорке. Производство «Финала» проходило с августа того же года по январь 2018 года. Досъёмки шли в центре и агломерации Атланты, Нью-Йорке, Шотландии и Англии. Пересъёмки «Финала» прошли в январе 2019 года. «Война бесконечности» и «Финал» считаются первыми голливудскими кинофильмами, снятыми полностью в цифровом формате IMAX при помощи новейшей камеры от компании Arri. Монтажёрами картин выступили Джеффри Форд и Мэттью Шмидт. Композитор первой части «Мстителей» Алан Сильвестри написал музыку. Визуальные эффекты создавались студиями Industrial Light & Magic, Framestore, Method Studios, Weta Digital, DNEG, Cinesite, Digital Domain, Rise, Lola VFX, Perception, Cantina Creative, Capital T, Technicolor VFX и Territory Studio. Среди работ вендоров были цифровые версии Таноса и Халка с новой технологией захвата движения и многие сцены с омоложением персонажей.
«Мстители: Война бесконечности» вышли в прокат 27 апреля 2018 года, а «Мстители: Финал» — 26 апреля 2019 года.

## Замысел

### Предпосылки
Кинокомпания Marvel Studios собиралась экранизировать комикс Джима Старлина «Перчатка Бесконечности», когда ввела в свои фильмы Камни Бесконечности в качестве макгаффинов: Камень пространства (Тессаракт) в «Первом мстителе»; Камень разума (скипетр Локи) в «Мстителях»; Камень реальности (Эфир) в «Торе 2: Царство тьмы»; Камень силы (Сфера) в «Стражах Галактики»; и Камень времени (глаз Агамотто) в «Докторе Стрэндже». По словам Джеймса Ганна, сценариста и режиссёра фильмов о Стражах Галактики, во время производства «Царства тьмы» Marvel решила, что Эфир и другие макгаффины будут использоваться как Камни Бесконечности (макгаффины и Камни Бесконечности — разные предметы в комиксах). Первоначально у Камня Силы был красный цвет в первом фильме про Стражей, но на стадии постпродакшна цвет поменяли на фиолетовый, так как красный уже есть у Эфира.
Танос, который охотился за Камнями Бесконечности в комиксах, впервые появился в кинематографической вселенной Marvel в первой части киносаги «Мстители». Многие фанаты надеялись увидеть персонажа в образе антагониста сиквела «Мстители: Эра Альтрона». Однако режиссёр первых и вторых «Мстителей» Джосс Уидон отмечал, что персонаж не станет антагонистом до будущего фильма кинофраншизы: «Танос — могущественный персонаж. Он не тот, кого можно запросто победить, как и в комиксах. Каждый желает увидеть, как он пробирается сквозь вселенную и готовит грандиозный финал». Затем Танос появился в конце «Эры Альтрона» вместе с Перчаткой Бесконечности — предназначенной для размещения камней. Другая Перчатка была представлена во владении Асгарда в фильме «Тор», но в «Торе: Рагнарёк» выяснилось, что она оказалась подделкой.

### Анонс фильмов
В июле 2014 года президент Marvel Studios Кевин Файги сообщал, что у продюсеров было несколько идей создания фильма. В октябре того же года был анонсирован сиквел «Эры Альтрона», состоящий из двух частей, под названием «Мстители: Война бесконечности». Дата выхода первой части была назначена на 4 мая 2018 года, а второй — на 3 мая 2019 года. Также Marvel Studios планировала снять обе части «Войны бесконечности» параллельно. В январе 2015 года Джосс Уидон сомневался в том, что примет своё участие в съёмках двух фильмов. Продюсеры предлагали Уидону написать сценарии к картинам, но тот отказался. Постановщик объяснял причину отказа снимать «Войну бесконечности» в двух частях: «Каждый фильм, который я когда-либо снимал, был командной работой огромных масштабов. Я знал, что никогда не смогу сотворить такое с „Войной бесконечности“».

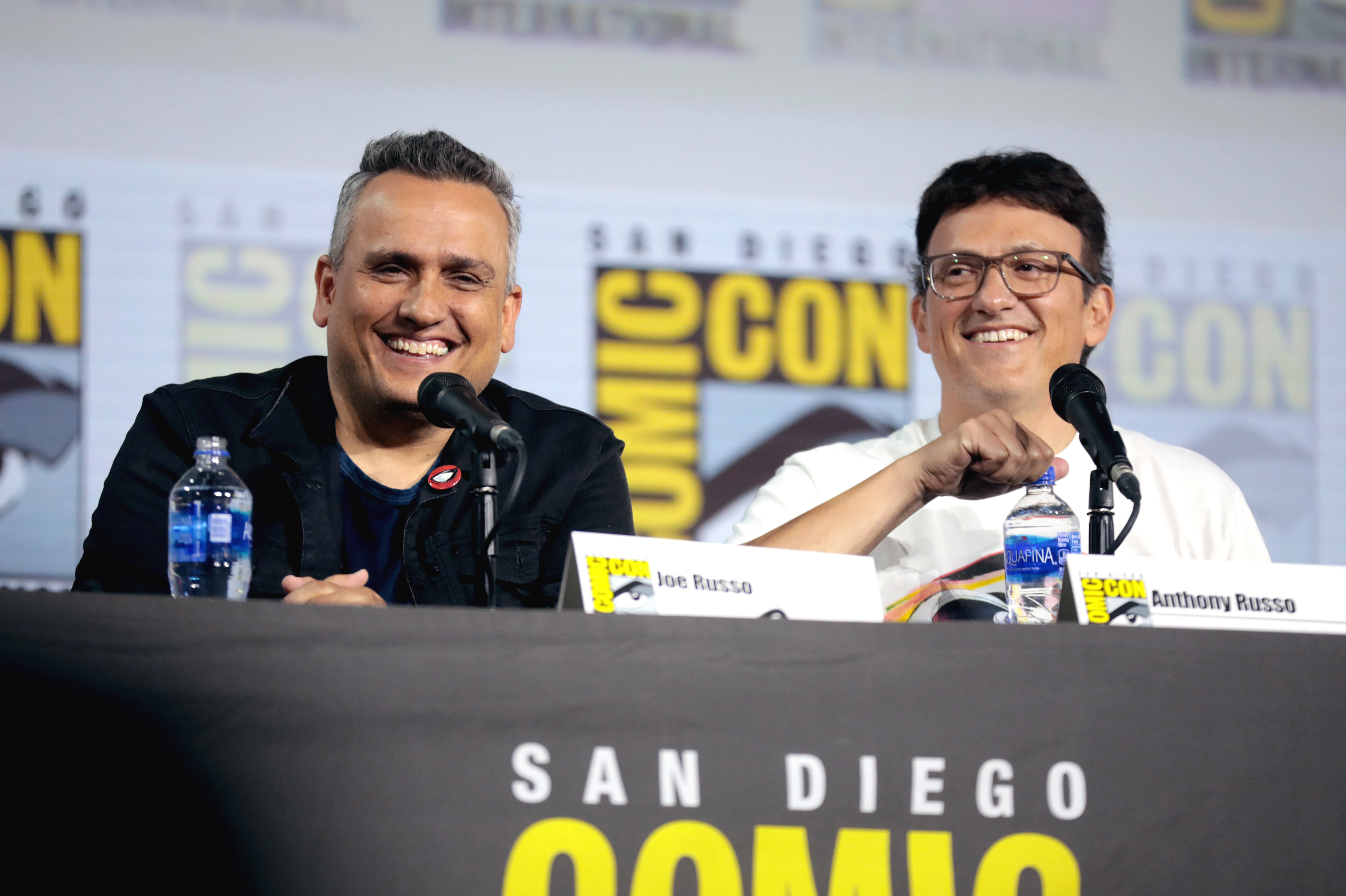
Режиссёры Джо и Энтони Руссо на фестивале Comic-Con 2019 в Сан-Диего

В апреле 2015 года постановщики картин «Первый мститель: Другая война» и «Первый мститель: Противостояние» Энтони и Джо Руссо были назначены режиссёрами двух частей «Войны бесконечности». Позже к проекту присоединились сценаристы Кристофер Маркус и Стивен Макфили. Макфили вспоминал, что дуэт сам изъявил желание написать сценарии к двум фильмам. Энтони Руссо описывал два фильма о Мстителях как «кульминацию всего, что происходило в КВМ со времён „Железного человека“». В апреле 2016 года режиссёр первой и второй части «Железного человека» Джон Фавро подписал контракт об участии в качестве исполнительного продюсера фильмов. Также занять должность согласился Джеймс Ганн с надеждой, что, по его мнению, братья Руссо и Файги «хорошо позаботятся» о персонажах Стражей Галактики.
В марте 2018 года компания Disney перенесла премьеру первого фильма в США на 27 апреля 2018 года, чтобы Америка начала кинопоказ в тот же день, что и другие страны мира. В декабре того же года дату выхода второго фильма сменили на 26 апреля 2019 года.

### Названия
Файги объяснял, что названия кинолент «Мстители: Война бесконечности», «Часть 1» и «Часть 2», были выбраны потому, что между фильмами есть много общего. Но, по мнению продюсера, они не имеют одной истории, разделённой пополам. «Я бы сказал, что это будут два отдельных фильма», — отмечал Кевин. Энтони Руссо тоже высказывался по этому поводу: «Оба фильма сильно отличаются друг от друга… Мне кажется, они формируют неправильное представление о том, что мы будем снимать их одновременно». В мае 2016 года братья Руссо сообщали о намерении переименовать два фильма, так как, по их мнению, подзаголовки «Часть 1» и «Часть 2» могут ввести зрителей в заблуждение.
В июле 2016 года Disney переименовала «Часть 1» на «Мстители: Война бесконечности», а «Часть 2» стала упоминаться просто как «Безымянный фильм о Мстителях». Энтони Руссо твердил, что название второго фильма не будет оглашено в течение долгого времени, причём, по словам Файги, оно содержит детали сюжета к «Войне бесконечности». Файги признавался, что Marvel долго скрывала название картины, потому что хотела сфокусироваться в создании «Войны бесконечности». Анонс двух фильмов отвлёк внимание от «Эры Альтрона», которая в то время ещё не вышла в прокат. Но потом идея дала обратный эффект из-за дискуссий о том, что фактическое название полностью «вышло из-под контроля» и больше не сможет оправдать значительные ожидания. В декабре того же года, после выхода первого трейлера кинокомикса, стало известно название «Мстители: Финал».

## Сценарий

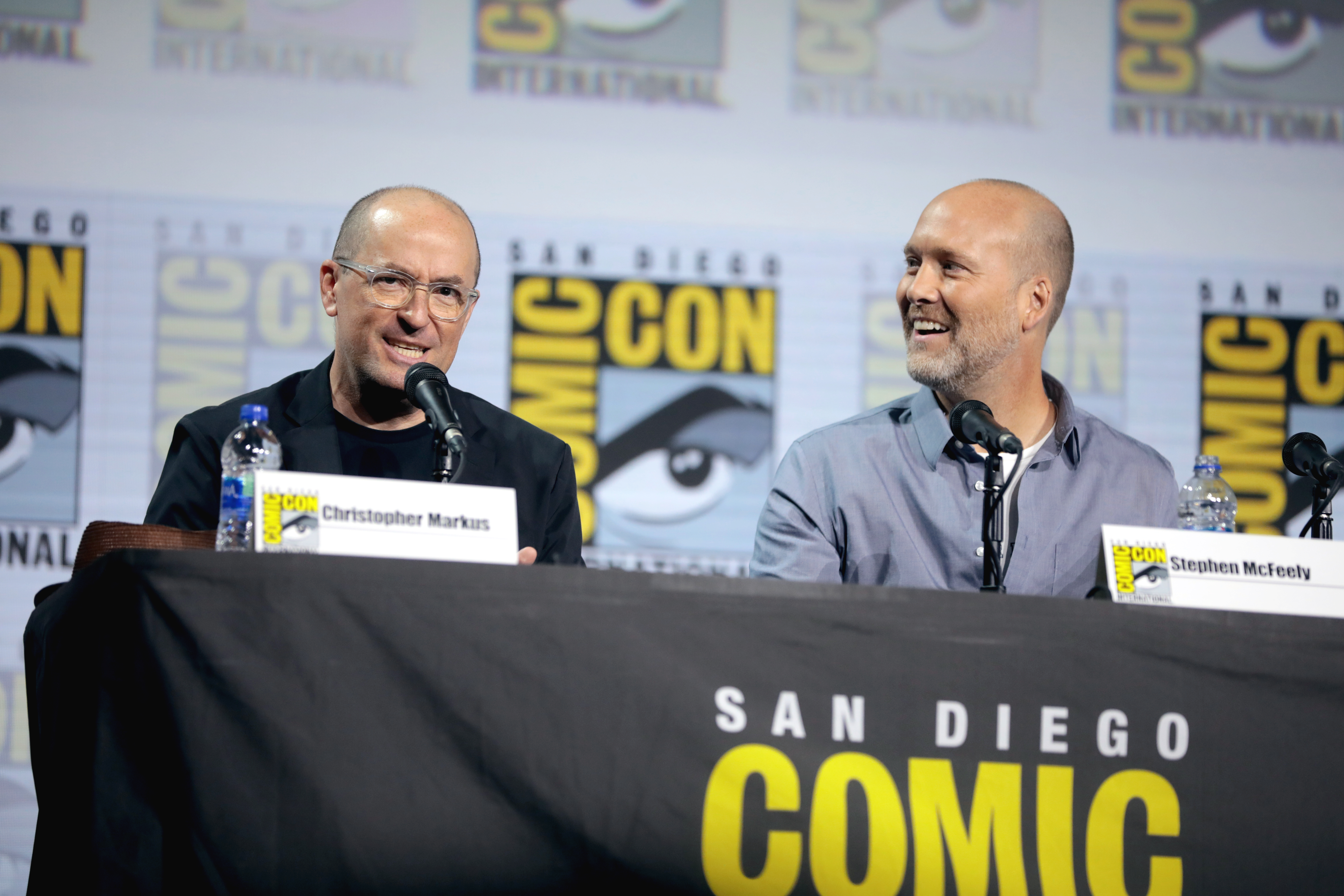
Сценаристы Кристофер Маркус и Стивен Макфили на фестивале San Diego Comic-Con в 2019 году

Когда Маркуса и Макфили наняли писать сценарии к фильмам, Файги и Marvel попросили их написать два отдельных фильма, а не историю из двух частей:1:03-1:19. Также дуэт попросили задействовать Таноса и Камни Бесконечности, что навело Маркуса на мысль о том, что скорее всего в фильмах нужно задействовать Стражей Галактики. Им разрешили задействовать персонажей со всей КВM и убивать их, если захотят:1:28-2:00. Во время съёмок «Противостояния» Маркус и Макфили читали комиксы и записывали идеи о том, что может произойти в фильмах. Они прислали Marvel 60 страниц несвязанных идей. Кроме того, дуэт написал мастер-документ, содержащий различные варианты развития сюжета, и сравнивал его с серией комиксов What If...?. Последние четыре месяца 2015 года дуэт провёл большую часть времени в концеренц-зале, на котором присутствовали исполнительный продюсер Трин Тран, Файги и братья Руссо. Marvel раздала сценаристам бейсбольные карточки всех нынешних персонажей КВM, на каждой из которых было указано, доступен ли актёр для участия в фильмах. На основе карточек Маркус и Макфили написали первый набросок, который включал в себя диалоги, шутки, звуковые эффекты. Дуэт переписал набросок и прислал его Marvel на утверждение:6:10-6:52.
Работа над сценариями началась в январе 2016 года. Каждую неделю дуэт назначал сценам число страниц и начал индивидуально писать их. В конце недели они соединяли сцены вместе, пока у них не получился «Черновик Франкенштейна»:9:38-10:45. 1 мая 2016 года первые черновики к обоим фильмам были готовы. Пока фильмы находились на этапе пре-продакшна, дуэт писал новые черновики:11:36-11:56. В июле дуэт начал писать третий черновик к «Войне бесконечности» и второй к «Финалу». В октябре сценарист «Рагнарёк» Эрик Пирсон прилетел из Австралии, где проводились съёмки «Рагнарёк», в Атланту помочь Маркусу и Макфили со сценарием, так как им просто не хватало времени. В конце 2016 года Маркус и Макфили написали как минимум пять или шесть черновиков к каждому фильму. Они получали замечания к черновикам и предлагали новые идеи по исправлению. Братья Руссо и Маркус и Макфили почти каждую неделю общались с режиссёрами фильмов третьей фазы, чтобы удостовериться, что всё выстроено правильно. Благодаря своим тесным связям с Файги и Джо Руссо режиссёр «Доктора Стрэнджа» Скотт Дерриксон был в курсе касательно того, как Стивен Стрэндж будет задействован в сюжете «Войны бесконечности». Ганн пытался убедиться, что Стражи останутся таким же весёлыми и честными, какими они должны быть. По словам Маркуса, Ганн придумал как минимум одну уморительную шутку для Стражей, а также выбрал песню группы The Spinners «The Rubberband Man», которая звучит во время первого их появления в «Войне бесконечности». После того как в январе 2017 года начались съёмки «Войны бесконечности», Маркус и Макфили вместе с братьями Руссо писали несколько черновиков каждой сцены. Члены всех департаментов фильмов также помогали дорабатывать сценарии:12:59-13:29. Сценаристы каждый день посещали репетиции актёров, чтобы переписать или дополнить сцены и придумать новые шутки, которые актёры могли бы произносить на съёмках. Как только начинались съёмки, дуэт продолжал переписывать неотснятые на тот момент сцены:14:19-14:44. После премьеры «Войны бесконечности» дуэт так и не закончил сценарий «Финала» и продолжал его переписывать. Последние поправки в сценарий «Финала» дуэт внёс во время досъёмок фильма в январе 2019 года:16:10-16:16.
Файги говорил, что отдельные от «Мстителей» фильмы специально формировали сюжетную линию «Войны бесконечности» и «Финала», а кинокомиксы «Чёрная пантера» и «Рагнарёк» образуют между ними связующее звено. Братья Руссо хотели образовать сквозную линию от «Другой войны» до «Противостояния» и двух фильмов про Мстителей. Файги твердил, что в фильмах будет выясняться, были ли у Мстителей видения из «Эры Альтрона» предсказаниями будущего или просто воплощениями их страхов. Действие «Войны бесконечности» происходит примерно через два года после событий, произошедших в «Противостоянии». Братья Руссо всегда исходили из того, когда вышел последний фильм. Помимо комикса «Перчатка Бесконечности», Маркус и Макфили вдохновлялись комиксом Джонатана Хикмана «Бесконечность». Братья Руссо задумывали «Войну бесконечности» как фильм-ограбление 1990-х годов. По их мнению, кинокомикс наполнен энергией плохого парня, который на шаг опережает героев. Танос пытается заполучить Камни Бесконечности в стиле «бей и хватай». Источниками вдохновения для братьев послужили ленты «Два дня в долине» и «Вне поля зрения».
Кроме финальной версии сценария, также были написаны ещё два черновика к «Войне бесконечности». В одном из них использовалась нелинейная структура, Танос выступал рассказчиком фильма и содержалась предыстория «Детей Таноса». Несмотря на то, что черновик не был использован, рассказ Таноса помог Маркусу, Макфили и братьям Руссо глубоко понять персонажа. Другой черновик начинался с того, как Танос уже завладел Камнем Пространства. По мере написания сценария сюжет упрощался, делался наиболее линейным и позволил раскрыть многие моменты, связанные с персонажами. Изначально сцена, в которой семья Соколиного глаза погибает во время щелчка Таноса, должна была оказаться в конце «Войны бесконечности» как способ проиллюстрировать, что щелчок Таноса затронул не только поле боя в Ваканде. Но дуэт заметил, как сцена не повлияла на темп, а только изменила тон кульминации фильма. Братья Руссо предложили поместить сцену в начале «Финала». Сценаристы хорошо оценили задумку, так как сцена могла усилить чувства зрителей после концовки «Войны бесконечности»:12:08-12:57. Маркус и Макфили неделями думали, как Мстители могли бы одолеть Таноса. Пока они писали «Войну бесконечности» и «Финал», у фильма «Человек-муравей и Оса» ещё не было сценария. Дуэт осознал важность кинокомикса после того, как увидел концовку, в которой Лэнг застревает в Квантовом мире. Также дуэт решил закрыть 11-летнюю сюжетную линию Тони Старка. Они использовали в сценарии путешествие во времени, чтобы позволить Тони примириться со своим отцом.
Джо Руссо считал, что зрители не разочаруются числом персонажей в фильмах. Рассматривалось появление 67 персонажей, ранее появившихся в КВM. Ганн говорил, что у Стражей Галактики будет не самая крупная, но важная роль в фильмах из-за связи с Таносом. На постере «Войны бесконечности» изображено 23 персонажа. По мнению Макфили, было заранее принято решение не показывать сцену за сценой с 23 героями, перемещающихся от одной сюжетной точки к другой. В таком случае это означало бы, что многим персонажам было бы нечего делать в каждой сцене. Поэтому сценаристы разделили героев на небольшие группы. Энтони Руссо сравнивал группы персонажей «Войны бесконечности» с «Нэшвиллом» с супергероями. В состав групп входили: Тони Старк / Железный человек, доктор Стивен Стрэндж, Питер Квилл / Звёздный Лорд, Питер Паркер / Человек-паук, Брюс Бэннер / Халк и Вонг; Тор и Стражи Галактики, причём Тор, Ракета и Грут в итоге разделились сами по себе; Ванда Максимофф и Вижн; Танос и Гамора; Стив Роджерс / Капитан Америка, Наташа Романофф / Чёрная вдова, Сэм Уилсон / Сокол, Баки Барнс / Зимний солдат, Бэннер и Т’Чалла / Чёрная пантера.

## Подготовка

### Подбор актёров

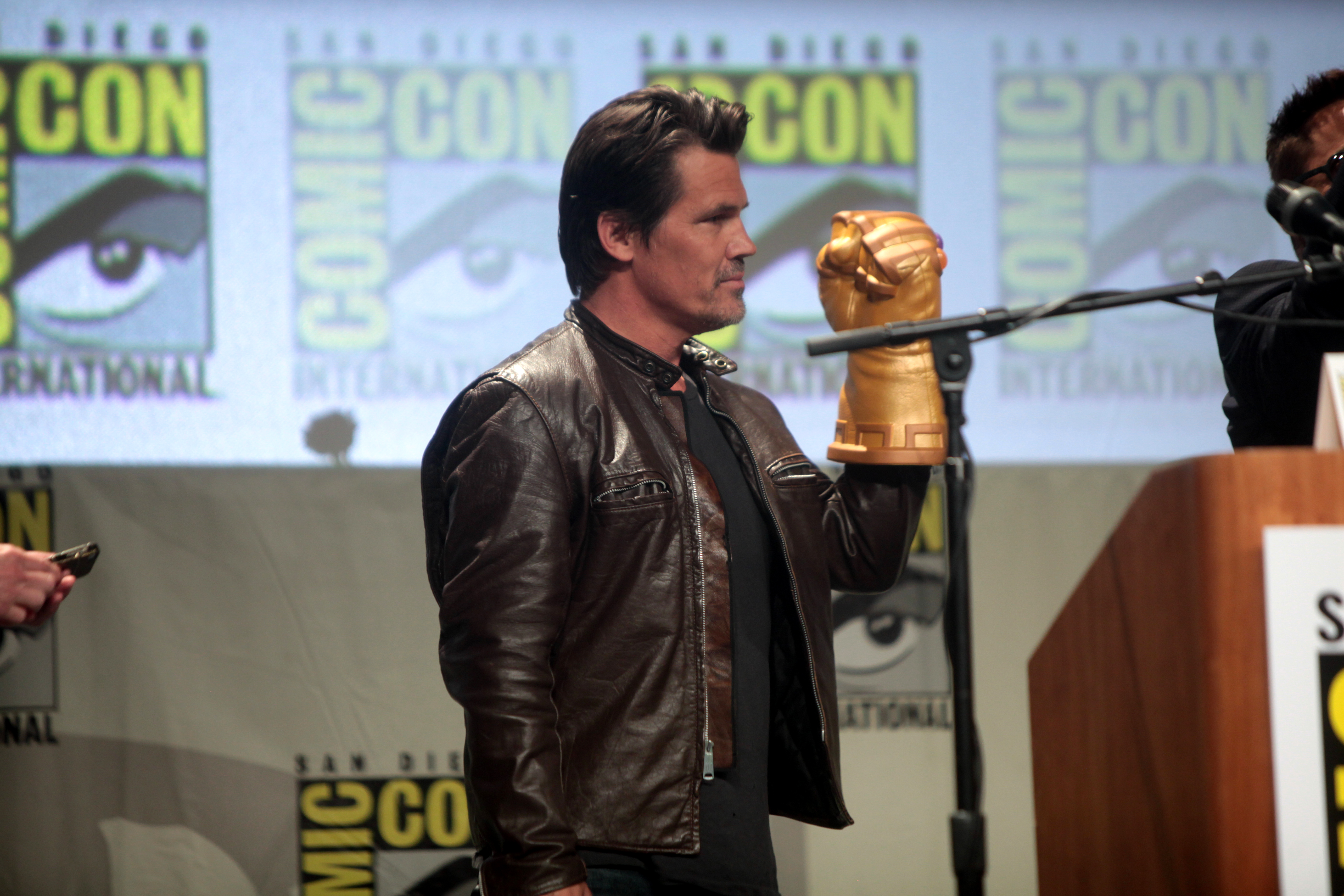
Джош Бролин позирует с Перчаткой Бесконечности на фестивале Comic-Con 2014 в Сан-Диего

В июне 2013 года Роберт Дауни мл. (Тони Старк / Железный человек) подписал контракт на участие в третьем фильме про Мстителей. В мае следующего года Джош Бролин был утверждён на роль Таноса. Актёр подписал контракт на участие в нескольких фильмах. После анонса «Войны бесконечности» и его сиквела многие актёры киносаги «Мстители» подтвердили своё участие, в частности Крис Хемсворт (Тор), Марк Руффало (Брюс Беннер / Халк), Крис Эванс (Стив Роджерс / Капитан Америка), Скарлетт Йоханссон (Наташа Романофф / Чёрная вдова), Дон Чидл (Джеймс «Роуди» Роудс / Воитель), Пол Беттани (Вижен), Элизабет Олсен (Ванда Максимофф / Алая Ведьма) и Энтони Маки (Сэм Уилсон / Сокол). Также в «Войне бесконечности» Мстители объединились со Стражам Галактики, в числе которых Крис Прэтт (Питер Квилл / Звёздный Лорд), Пом Клементьефф (Мантис), Карен Гиллан (Небула), Дейв Батиста (Дракс Разрушитель), Зои Салдана (Гамора), Вин Дизель (Грут) и Брэдли Купер (Ракета). Шон Ганн сыграл Ракету при помощи технологий захвата движений в двух фильмах.
Среди других актёров фильмов КВM были Бенедикт Камбербэтч (Стивен Стрэндж) и Бенедикт Вонг (Вонг) из «Доктора Стрэнджа»; Том Холланд (Питер Паркер / Человек-паук), Джейкоб Баталон (Нед), Изабелла Амара (Салли), Тиффани Эспенсен (Синди) и Этан Дизон (Тайни) из «Человека-паука: Возвращение домой»; Чедвик Боузман (Т’Чалла / Чёрная пантера), Данай Гурира (Окойе), Летиша Райт (Шури), Уинстон Дьюк (М’Баку) и Флоренс Касумба (Айо) из «Чёрной пантеры». Также Себастиан Стэн исполнил роль Баки Барнса / Зимнего солдата из фильмов про Капитана Америка; Том Хиддлстон и Идрис Эльба — Локи и Хеймдалла соответственно из франшиз «Тор» и «Мстители»; Гвинет Пэлтроу — Пеппер Поттс из «Железного человека»; Бенисио дель Торо — Танелиира Тивана / Коллекционера из «Стражей Галактики»; Уильям Хёрт сыграл Таддеуса Росса из кинокомикса «Невероятный Халк», а Керри Кондон озвучила искусственный интеллект Железного человека П.Я.Т.Н.И.Ц.А.. Сэмюэл Л. Джексон и Коби Смолдерс снялись в эпизодических ролях Ника Фьюри и Марии Хилл. Первоначально была сцена с участием Джона Фавро в роли Гарольда «Хэппи» Хогана, но её вырезали.
В январе 2017 года Питер Динклэйдж начал переговоры о съёмках, вскоре ему досталась роль Эйтри. На фестивале D23 Expo 2017 студия Marvel объявила, что в фильме появятся «Дети Таноса» — приспешники Таноса — которые известны в комиксах как Чёрный Орден. Детей Таноса сыграли Том Вон-Лолор (Эбеновый Зоб), Терри Нотари (Кулл Обсидиан), Кэрри Кун (Проксима Полночная) и Майкл Джеймс Шоу (Корвус Глэйв). Джо Руссо объяснял, что Чёрный орден включили в фильм для того, чтобы Мстители могли расправиться с ним прежде, чем добраться до Таноса. Супергигант — один из членов Чёрного ордена, не был включён, так как, по словам Джо, было достаточно много персонажей. Росс Маркуанд озвучил Красного Черепа — хранителя Камня Души. Ранее персонажа играл Хьюго Уивинг в «Первом мстителе». Изначально Уивинг планировал вернуться к роли Красного Черепа, но, когда Marvel предложила актёру только озвучку, он отказался.
К числу актёров, которые вернулись для «Финала», вошли: Дауни, Хемсворт, Руффало, Эванс, Йоханссон, Чидл, Гиллан, Гурира, Вонг, Купер, Пэлтроу, Бролин, Камбербэтч, Боузман, Холланд, Салдана, Олсен, Маки, Стэн, Хиддлстон, Клементьефф, Батиста, Райт, Хёрт, Смолдерс, Дьюк, Вон-Лолор, Баталон, Дизель, Прэтт, Джексон, Маркуанд, Шоу, Нотари и Кондон. Среди других актёров, которые не появились в «Войне бесконечности», значатся Джереми Реннер (Клинт Бартон / Соколиный глаз), Эванджелин Лилли (Хоуп ван Дайн / Оса), Фавро (Хэппи Хоган), Пол Радд (Скотт Лэнг / Человек-муравей), Бри Ларсон (Кэрол Дэнверс / Капитан Марвел), Мишель Пфайффер (Джанет ван Дайн), Майкл Дуглас (Хэнк Пим), Фрэнк Грилло (Брок Рамлоу / Кроссбоунс), Тесса Томпсон (Валькирия), Рене Руссо (Фригга), Джон Слэттери (Говард Старк), Тильда Суинтон (Древняя), Хейли Этвелл (Пегги Картер), Мариса Томей (Мэй Паркер), Тайка Вайтити (Корг), Анджела Бассетт (Рамонда), Линда Карделлини (Лаура Бартон), Максимилиано Эрнандес (Джаспер Ситуэлл), Роберт Редфорд (Александр Пирс), Каллэн Мулвей (Джек Роллинс), Тай Симпкинс (Харли Кинер), Шон Ганн (Краглин Обфонтери) и Натали Портман (Джейн Фостер) благодаря вырезанным сценам из кинокомикса «Тор 2: Царство тьмы». Джеймс Д’Арси исполнил роль Эдвина Джарвиса из телесериала «Агент Картер». Помимо этого, Хироюки Санада был утверждён на роль Акихико в «Финале». Александра Рэйб сыграла Морган Старк, дочь Тони и Пеппер. Изначально в фильме была сцена, в которой взрослую Морган сыграла Кэтрин Лэнгфорд, но её вырезали. Эмме Фурманн досталась роль Кэсси Лэнг, дочери Скотта. Персонаж Утка Говард появился в «Финале» в эпизодической роли.
После того как Дэнни Пуди и Джим Раш снялись в эпизодических ролях в «Другой войне» и «Противостоянии» соответственно, братья Руссо надеялись позвать другого актёра из телесериала «Сообщество». Кен Джонг и Иветт Николь Браун сыграли охранника на складе и сотрудника Щ.И.Т.а, соответственно, в «Финале». Один из создателей Мстителей Стэн Ли снялся в камео в обоих фильмах. Режиссёр Джо Руссо (в титрах указан как Гози Агбо) снялся в роли скорбящего мужчины-гея в «Финале», что послужило первым появлением открытого ЛГБТ-персонажа в киновселенной. Изначально в «Войне бесконечности» была сцена, в которой Джо сыграл фотографа-папарацци, но её вырезали. Дочери Джо Эйва и Лия появились в ролях дочери Бартона и фанатки Халка соответственно. Создатель Таноса Джим Старлин снялся в роли скорбящего мужчины.

## Съёмки
Изначально фильмы планировали снимать одновременно. Братья Руссо предполагали, что в одни дни будут снимать первый фильм, в другие — второй. В апреле 2015 года Эванс говорил, что съёмки должны начаться в конце 2016 года и продлиться девять месяцев до августа-сентября следующего года. В январе 2016 года братья Руссо заявляли, что съёмки будут проходить в Атланте с ноября 2016 года по июнь 2017 года. В октябре Файги отметил, что съёмки должны начаться в январе следующего года. Ни у одного актёра «Войны бесконечности» не была на руках полного сценария, хотя некоторым давали текст ко многим сценам, нежели остальным. Кроме того, были написаны поддельные и отредактированные сцены во избежание утечки сценария в сеть. В апреле 2017 года Файги сообщил, что фильмы не станут снимать одновременно, как изначально планировалось, и отметил, что съёмки «Финала» могут начаться в августе 2017 года. Идея снять фильмы одновременно негативно сказалась во время этапа пре-продакшна, поэтому решение снимать отдельно было принято за пару месяцев до начала съёмок.
Производство «Войны бесконечности» началось 23 января 2017 года в павильонах студии Pinewood в Атланте. Совладелец киностудии Дэн Кэти описал процесс как «крупнейшее кинопроизводство в истории с бюджетом в 1 млрд долларов», но Файги посчитал информацию ложной. Бюджет первого фильма, по разным данным, составил от 316 до 400 млн долларов. В качестве оператора-постановщика выступил Трент Опалок. Перед съёмками братья Руссо сообщили, что оба фильма будут полностью сниматься камерами Arri Alexa IMAX, что сделало их первыми голливудскими кинофильмами, снятыми целиком в формате IMAX. Отснятый материал преобразовали в IMAX и выпустили в соотношении сторон 1.90:1 исключительно для IMAX-залов. Опалок описал свой визуальный почерк как нацеленный на потребность каждой сцены. Всего было отснято 890 часов материала к двум фильмам. Художник-постановщик Чарльз Вуд ранее работал над блокбастерами «Тор 2: Царство тьмы», «Стражи Галактики», «Эра Альтрона» и «Доктор Стрэндж». По его мнению, решение вернуть декорации «Доктора Стрэнджа» для съёмок «Войны бесконечности» позволило обеспечить целостность между двумя фильмами. При создании Ваканды из фильма «Чёрная Пантера», который снимался одновременно с «Войной бесконечности» в Атланте, обеим съёмочным группам пришлось работать сообща, чтобы страна не отличалась в двух картинах.
Дополнительные съёмки проводились в Шотландии, в том числе в Эдинбурге, Глазго и Северо-Шотландском нагорье, а павильонная работа велась на Wardpark Studios в Камбернолде. Производство в Шотландии началось 28 февраля 2017 года. С 18 по 21 марта сцены снимались на территориях Старого города и Королевской Мили. В начале мая 2017 года съёмки проводились в Даремском соборе и деревне Сент-Эббс. В «Финале» Даремский собор сыграл роль Асгарда 2013 года, а Сент-Эббс — нового Асгарда в Норвегии. Также сцены запечатлели в Эдинбургском соборе и замке Инвернесс. В конце июня 2017 года съёмки велись в центре Атланты, в начале июля — в центральном парке Атланты, затем в нью-йоркском районе Куинс в середине месяца. Финальная сцена снималась на рисовых террасах Банауэ в провинции Ифугао на Филиппинах. Съёмки «Войны бесконечности» завершились 14 июля 2017 года. Съёмки «Финала» стартовали 10 августа 2017 года, также на студии Pinewood. В августе сцены снимались в районе Гальч в центре Атланты, недалеко от станции метрополитена Атланты Файв-Пойнтс, и парке Пьемонт. Среди других съёмочных локаций Атланты использовались хижина у озера в Фейрберн (дом семьи Старка), штаб-квартира Porsche (база Мстителей) и полузаброшенный отель Sheraton вокруг аэропорта Атланты (пустой конференц-зал). Производство «Финала» закончилось 11 января 2018 года.
В январе 2017 года Вуд заявлял, что в двух фильмах будет представлено множество новых миров, расположенных за пределами Земли. Создание планеты Титан начиналось с представления того, как она выглядела в юности Таноса, и построек, вдохновлённых ветряными мельницами. Затем команда художников придумала постапокалиптическую версию Титана, которая представлена в фильме. Изначально сцены из Титана хотели отснять в пустыне Атакама в Чили, но, несмотря на то, что идея была отвергнута, внешний вид планеты был вдохновлён пустыней. Песчаные дюны из пустыни Атакама использовались в качестве источника вдохновения для планеты Вормир. Основным замыслом при создании планеты было придать облакам неестественный вид, чтобы Вормир выглядел как мир сновидений.

## Пост-продакшн

### Монтаж
Монтажом «Войны бесконечности» и «Финала» занимались Джеффри Форд и Мэтью Шмидт. Форд заявил, что в октябре 2017 года была плотно смонтированная версия «Войны бесконечности», но фильм постоянно перемонтировали вплоть до конца съёмок. По словам Форда, перемонтаж фильма был связан со сменой ритма фильма, в котором происходят переходы между персонажами и сюжетными линиями. Важно было придать фильму правильный темп, так как первые версии фильма были короче финальной с хронометражем два с половиной часа. Во время съёмок монтажёры начали собирать из обоих фильмов отснятые сцены. В декабре 2017 года Форд приступил к монтажу «Войны бесконечности», а Шмидт продолжал собирать сцены «Финала».
Незадолго до премьеры «Войны бесконечности» Форд и Шмидт начали всерьёз работать над «Финалом». Монтаж начался в июле 2018 года за несколько недель до выхода кинокомикса «Челочек-муравей и Оса». Тиа Нолан, Питер С. Эллиот и Крейг Таннер работали в качестве приглашённых монтажёров «Финала», чтобы помочь Форду и Шмидту завершить фильм вовремя. В начале ноября 2018 года братья Руссо сообщили, что монтаж фильма наполовину завершён. По мнению Форда, «Финалу» требовалось меньше монтажной работы, чем остальным ранее смонтированным фильмам Marvel, в том числе «Войне бесконечности». Монтажёры и художники соединили несколько кадров «Финала» из разных фрагментов, отснятых в разное время, включая эпизод с Соколиным глазом в Токио, который смотрелся как один длинный дубль, хотя сцену отсняли в трёх или четырёх разных местах Атланты. После начала монтажа композитор Алан Сильвестри долгое время не мог приступить к написанию музыки для «Финала» в связи с другими обязательствами. Форд и его команда использовали музыку из предыдущих работ композитора в качестве временной партитуры. В марте 2019 года братья Руссо подтвердили, что монтаж «Финала» полностью завершён.

### Досъёмки
Джо Руссо заявил в июле 2017 года, что в «Войне бесконечности» осталось несколько недоработанных сцен и отснимут их в ближайшие месяцы. В марте 2018 года Marvel обратилась в комиссию по кинематографии долины Гудзона с просьбой отыскать локацию для съёмок поля боя «Финала» в северной части штата Нью-Йорк. Комиссия предложила восемь различных объектов и Marvel выбрала особняк Staatsburgh State Historic Site в округе Датчесс. Съёмки шли несколько дней в июне 2018 года, чтобы команда по визуальным эффектам получила материалы. Также съёмки проводились в заповеднике Блэк-Крик в соседнем округе Ольстер.
7 сентября 2018 года братья Руссо объявили в соцсетях, что начались досъёмки «Финала» в Атланте. Они завершились 12 октября. По просьбе художников из Weta Digital были пересняты сцены с захватом движения. На пересъёмках присутствовали супервайзер отдела Weta Digital Animation Сидни Комбо-Кимбото и супервайзер визуальных эффектов Weta Digital Мэтт Эйткен. Из-за масштабных пересъёмок съёмочную команду разделили на четыре группы. Братья Руссо руководили по одной, а остальные две супервайзер визуальных эффектов Дэн Делеу и Форд соответственно. По словам Руффало, кроме пересъёмок, были проведены досъёмки, так как не все сцены «Финала» успели отснять. Форд объяснил, что многие сцены «Финала» пришлось переснимать, включая финальный бой. Важным изменением стали эпизоды с двумя версиями Небулы в фильме, поскольку в сценарии их было легко отличить по названиям «Хорошая Небула» и «Плохая Небула», но на экране было не так ясно, кто из них кто. Ещё одним важным изменением стала сцена смерти Романофф. Изначально в сцене она и Бартон сражались с Таносом и его армией, но на этапе пост-продакшна злодеев вырезали из сцены. Через год после съёмок своих сцен Тильда Суинтон вернулась к пересъёмкам. Была добавлена сцена, в которой Древняя показывает Халку визуальную линию времени и объясняет о последствиях в случае провала миссии. Изначально не планировалось, что Тор присоединится к Стражам Галактики в конце фильма. Окончательное решение было принято во время монтажа.
Последние пересъёмки «Финала» прошли в январе 2019 года. Была переснята кульминационная сцена, в которой Тони Старк использует Камни Бесконечности. Первоначально в сцене у Таноса и Старка не было ни одной реплики. Чтобы завершить арку Таноса, ему добавили фразу «Я — сама неотвратимость». Во время монтажа режиссёры понимали, что Старку нечего было говорить в ответ. В итоге Форд предложил фразу «А я, так просто, Железный человек!» как отсылку к первой части «Железного человека». Добавление такой реплики стало важной причиной устроить пересъёмки в январе 2019 года. Они прошли в калифорнийской студии Raleigh Studios, где Дауни впервые пробовался на роль в первом «Железном человеке». Дауни вовсе не хотел возвращаться только ради съёмки реплики. Но Файги и братья Руссо убедили актёра, что данная фраза очень важна для сюжета фильма.

### Визуальные эффекты
Созданием визуальных эффектов «Войны бесконечности» занимались такие студии, как  Industrial Light & Magic (ILM), Framestore, Method Studios, Weta Digital, DNEG, Cinesite, Digital Domain, Rise, Lola VFX, и Perception. Отснятый материал был отправлен вендорам в начале февраля 2017 года. Над визуальными эффектами «Финала» трудились ILM, Weta Digital, DNEG, Framestore, Cinesite, Digital Domain, Rise, Lola VFX, Cantina Creative, Capital T, Technicolor VFX и Territory Studio. Всего в фильме 3 тыс. планов с графикой.

Процесс создания трёхмерной модели лица Таноса в программе Masquerade

Сцены с Таносом создавались на студии Digital Domain, подготовившая 400 планов с графикой. Специалисты создали новое ПО для управления лицевой анимации «Masquerade», в котором используются алгоритмы машинного обучения для конвертации объекта в геометрическую сетку высокого разрешения, и потратили почти четыре месяца на первые тесты Таноса перед началом съёмок. Джош Бролин встречался с братьями Руссо и обсуждал персонажа, после чего пытался вжиться в роль. Сцена битвы на планете Титан была реализована трёхмерщиками Weta Digital, которые доработали 200 планов с Таносом и 250 для окружения планеты Титан. При создании компьютерной модели Красного Черепа художники Digital Domain использовали архивные материалы фильма «Первый мститель».
Сцена драки в Нью-Йорке в первом акте фильма состояла из 253 кадра и над ней работала Framestore. Бой отсняли в Атланте, потом переместили в полностью компьютерный Вашингтон-Сквер-парк. Чтобы запечатлеть окружение для графики, лаборатория захвата Framestore месяц находилась в Манхэттене и Нью-Джерси и собирала материалы при помощи техники лидарного сканирования. Всего сделали 250 000 фотографий и собрали 15 ТБ данных. Художники почти год создавали модели детей Таноса. Также они трудились над новым костюмом Железного человека Mark 50, на создание которого ушло два года, костюмом Железного паука, кораблём Q-Ship детей Таноса и «сверхъестественной магией» Стрэнджа, которую обновили с момента первого появления в «Докторе Стрэндже». Художники из Cinesite подготовили 215 планов для сцены, где Эбеновый Зоб пытается отобрать у Стрэнджа Камень Бесконечности на корабле Q-Ship. Также Cinesite занималась дракой между Старком, Паркером, Стрэнджем и Стражами на корабле. Сцена после титров, вступительный эпизод в Центральном парке, сцена, в которой Т'Чалла дарит Барнсу его новую руку, кадры из корабля Квинджета и планеты Вормир создавались на студии Rise. В общей сложности требовалось доделать 26 кадров. Для создания сцены после титров художники использовали цифровые ассеты Коби Смолдерс и Сэмюэля Л. Джексона из «Другой войны».
Чтобы сделать редизайн внешности Халка в «Финале», художники начали переделывать цифровую модель Халка из предыдущих фильмов, чтобы она больше походила на Руффало. Для создания лицевой анимации ILM разработала новую технологию под названием Anyma. Технология тестировалась ещё в 2012 году. Anyma способна анализировать данные на уровне пикселей. В отличие от других систем, которые записывают движения точек на лице актёра, Anyma работает с порами, что позволяет аниматорам использовать свыше 200 точек. «Мстители: Финал» стали первым фильмом, в котором был задействован персонаж, созданный при помощи Anyma. Как и в предыдущих фильмах КВM, Lola занималась цифровым омоложением и состариванием персонажей для некоторых сцен «Финала». Всего студия обработала 200 кадров. Для сцен 2012 года из первой части «Мстителей» были омоложены Дауни, Эванс, Руффало, Хемсворт, Йоханссон и Реннер. Для сцены в Нью-Джерси 1970 года были омоложены Дуглас, Слэттери и Ли. При омоложении Дугласа художники вдохновлялись сериалом «Улицы Сан-Франциско». Lola состарила Эванса для финальной сцены. Также при съёмках использовали немного грима и дублёра. Weta Digital занималась сражением в штаб-квартире Мстителей. Изначально появление Говарда Утки в сцене не планировались. За три недели до окончания работ по визуальным эффектам Джо Руссо или Файги попросили продюсера визуальных эффектов Джена Андердала использовать персонажа. Weta использовала старую модель Говарда Утки из предыдущих проектов КВM. Персонаж фигурировал примерно в 17 или 18 кадрах. Также обсуждалось появление Кэсси Лэнг в сцене похорон Тони Старка, но от идеи отказались.

### Музыка
В июне 2016 года композитор первой части «Мстителей» Алан Сильвестри объявил, что напишет музыку к «Войне бесконечности» и «Финалу». Запись музыки к «Войне бесконечности» началась в январе 2018 года и завершилась в конце марта. В начале ноября того же года Сильвестри начал записывать музыку к «Финалу» и закончил в конце марта 2019 года. Музыка к двум фильмам записывалась на студии Эбби-Роуд в Лондоне при участии Лондонского симфонического оркестра.

## Комментарии
1. ↑  Общий бюджет «Войны бесконечности» ($ 325–400 млн)[1][2] и «Финала» ($ 356–400 млн)[3][4].